# Ombrelle à cocktail
Pour les articles homonymes, voir Ombrelle (homonymie).

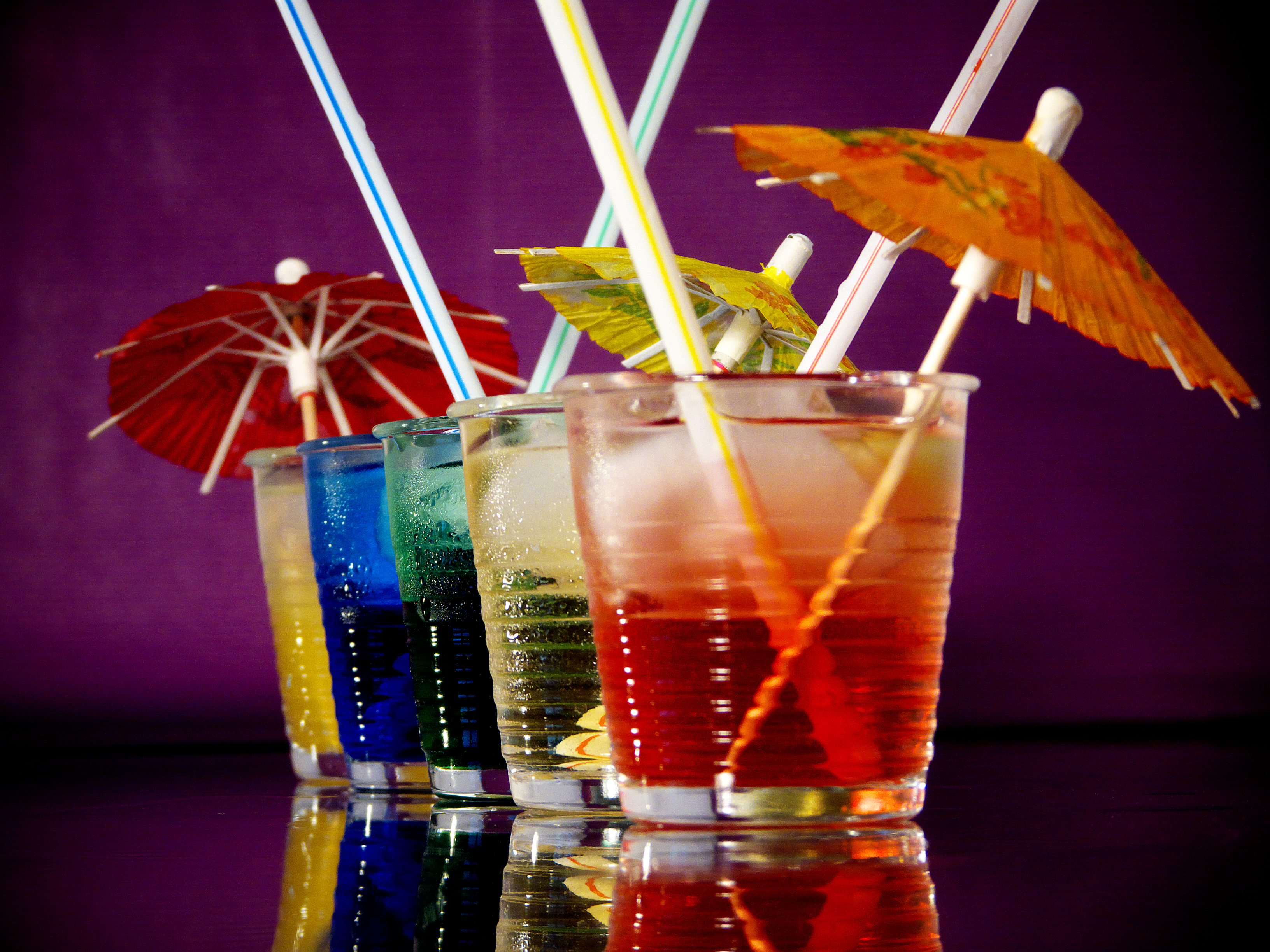
Des cocktails décorés d'une ombrelle.

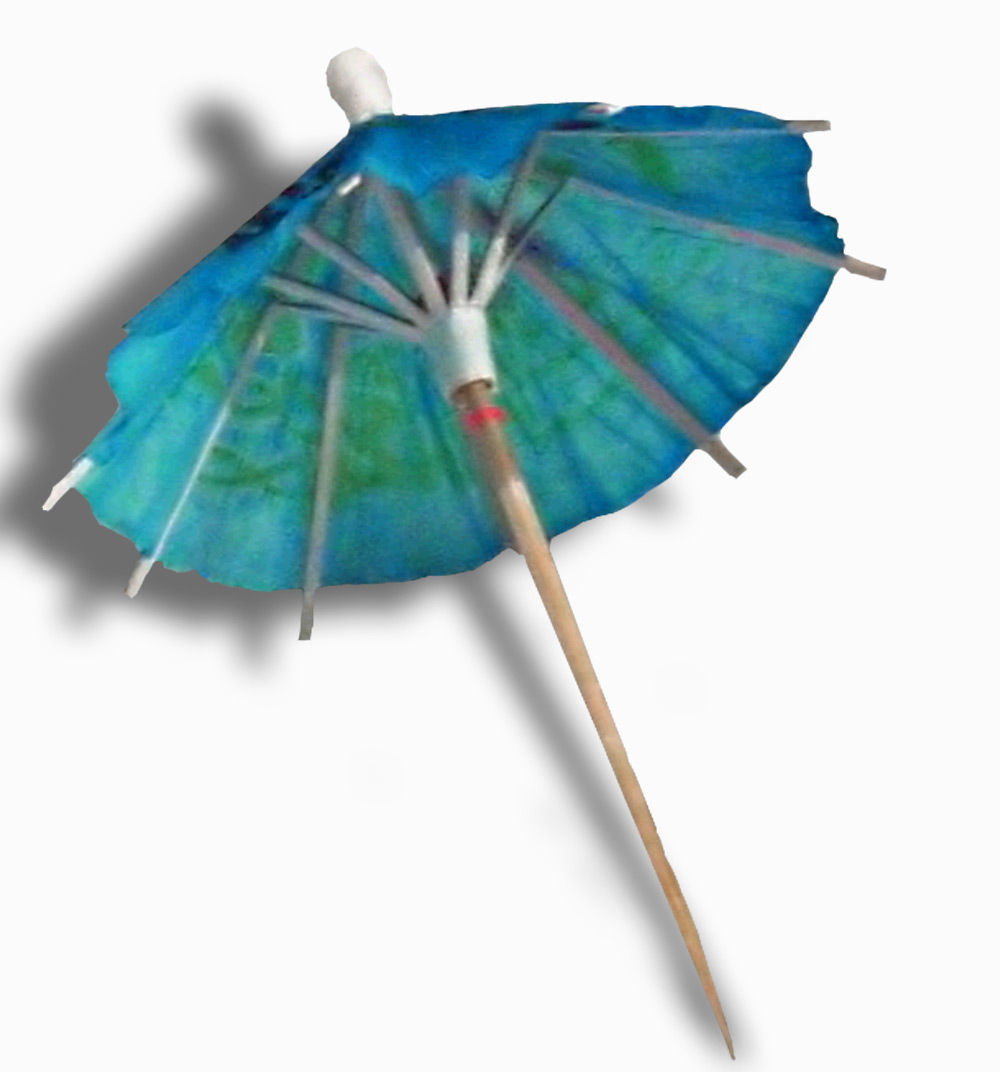
L'anneau rose en plastique sous le col blanc empêche le haut de se refermer.

Une ombrelle à cocktail, un parasol à cocktail, un parapluie à cocktail ou simplement une ombrelle, est un petit objet décoratif utilisé pour mettre en valeur une boisson (servie dans un tumbler), un dessert ou tout autre aliment. Il s'agit d'une ombrelle miniature faite le plus souvent de papier de soie ou de papier de riz coloré, de carton et d'un cure-dent rond. 
Au début des années 1930, Ernest Raymond Beaumont-Gantt, aventurier et bootlegger, lance « le premier bar restaurant dancing de la Tiki culture » aux États-Unis. Pour rappeler cette culture, il a « l'idée de décorer le verre avec une ombrelle ». 
En plus d'être décorative, l'ombrelle retarde la fonte des glaçons dans les verres exposés au soleil.